# Neustadt in Holstein
Neustadt in Holstein (in basso tedesco Niestadt in Holsteen) è una città di 15 288 abitanti dello Schleswig-Holstein, in Germania.

Appartiene al circondario dell'Holstein Orientale.

## Geografia
Neustadt in Holstein è una città portuale della regione storica di Wagria sul Golfo di Lubecca (Mar Baltico), 32 km a nord di Lubecca e 67 km a sud-est di Kiel. Le città più grandi vicine sul Golfo di Lubecca sono Sierksdorf e Scharbeutz a sud, Grömitz a est, Rogerfelde, un distretto del comune di Altenkrempe, a ovest e Merkendorf, un distretto del comune di Schashagen, a nord-est.

## Storia
Intorno al 1140, il conte Adolfo II di Schauenburg sottomise con la forza militare gli slavi di Ostholstein. Il progressivo insediamento nella parte meridionale della Wagria nel XIII secolo e lo sviluppo dell'entroterra rurale richiesero la creazione di centri economici e l'accesso al commercio del Mar Baltico. Tra questi, i nuovi insediamenti di Neustadt e Kiel, fondati dal conte Adolfo IV di Schauenburg nel 1244 Nello stesso anno Neustadt divenne città libera, cui si applicava il cosiddetto diritto di Lubecca. Neustadt e Kiel furono costruite secondo lo stesso schema di Lubecca (107 ettari). La chiesa e la piazza del mercato si trovano nel centro della città, da cui si diramavano strade ad angolo retto. A scopo difensivo, gli insediamenti erano racchiusi da un muro e da un anello di fortificazione esterno. La posizione è stata scelta per proteggere l'insediamento e Neustadt ha beneficiato delle acque interne vicine e del suo collegamento con il Mar Baltico, l'attuale porto.
Nel 1344 fu costruito un ospedale presso il ponte di barche fuori città, sul modello dell'Ospedale di Santo Spirito di Lubecca. L'ospedale serviva ad accogliere i pellegrini poveri e malati che transitavano per recarsi al monastero di Cismar, dove si sperava che le reliquie presenti avessero effetti curativi.
Il porto di Neustadt era già un importante scalo per le navi olandesi e danesi in epoca anseatica. Le navi della Lega anseatica facevano raramente scalo nel porto di Neustadt perché Neustadt non apparteneva alla Lega anseatica. La più antica corporazione di pescatori della Germania fu fondata a Neustadt dal 1474.
Nel 1639, Albert Baltzer Berns e Gabriel Marselis ricevettero dal re danese Cristiano IV l'ordine di costruire diverse navi da guerra per la marina danese. La grande quantità di legno richiesta per la costruzione delle navi poteva essere coperta dall'entroterra di Neustadt, ricco di legname. La nave più grande consegnata alla corona danese fu la Frederik III (dal nome del re Federico III) nel 1649, dotata di 86-100 cannoni e armata da 500 uomini.
Questo sviluppo attirò l'attenzione dei governanti svedesi, potenziali nemici della corona danese. Durante la Guerra di Torstenson le truppe svedesi attaccarono Neustadt nella primavera del 1644 contro la feroce resistenza degli abitanti, occuparono la città e distrussero il cantiere navale. Gli svedesi presero come bottino di guerra le due navi in costruzione e le molte migliaia di assi di legno immagazzinate e le portarono nella città di Wismar, occupata dagli svedesi. Nel luglio dello stesso anno, le truppe svedesi furono costrette dai danesi a lasciare Neustadt. Il cantiere navale dalla città fu raso al suolo prima della partenza della flotta. Il cantiere fu ricostruito e rimesso in funzione poco dopo e un'altra nave da guerra fu consegnata alla corona danese dal 1647 fino al 1717.
All'inizio del XIX secolo, la città conobbe un boom economico grazie al porto e al commercio di cereali. Tra il 1828 e il 1834, le strutture portuali furono ampliate, approfondite e rinnovate. I mestieri principali degli abitanti di Neustadt erano il commercio di cereali, l'agricoltura e, in parte, la pesca. Il commercio di cereali in particolare aumentò, con un'esportazione di 50.200 tonnellate all'anno.
Nella Seconda Guerra Mondiale, il sottocampo numero 1049 di Neustadt, nell'Holstein/Schleswig-Holstein, faceva parte del campo di concentramento di Neuengamme. L'affondamento di diverse navi, tra cui la Cap Arcona, avvenne a sud della baia nelle ultime ore della Seconda Guerra Mondiale. Quasi 7.000 vittime dei campi di concentramento furono uccise su due navi, annegate nuotando nell'acqua a 45 °F al largo della costa del faro di Pelzerhaken o fucilate dalle SS una volta raggiunta la riva. Una terza nave, la Deutschland, aveva tutti i sopravvissuti.

## Amministrazione

### Gemellaggi
Neustadt è gemellata con:
- Bornholm, dal 2006

Inoltre Neustadt è membro del gemellaggio internazionale "Neustadt in Europa", che riunisce 36 città e comuni che portano nel nome la dicitura Neustadt ("città nuova").

## Galleria d'immagini

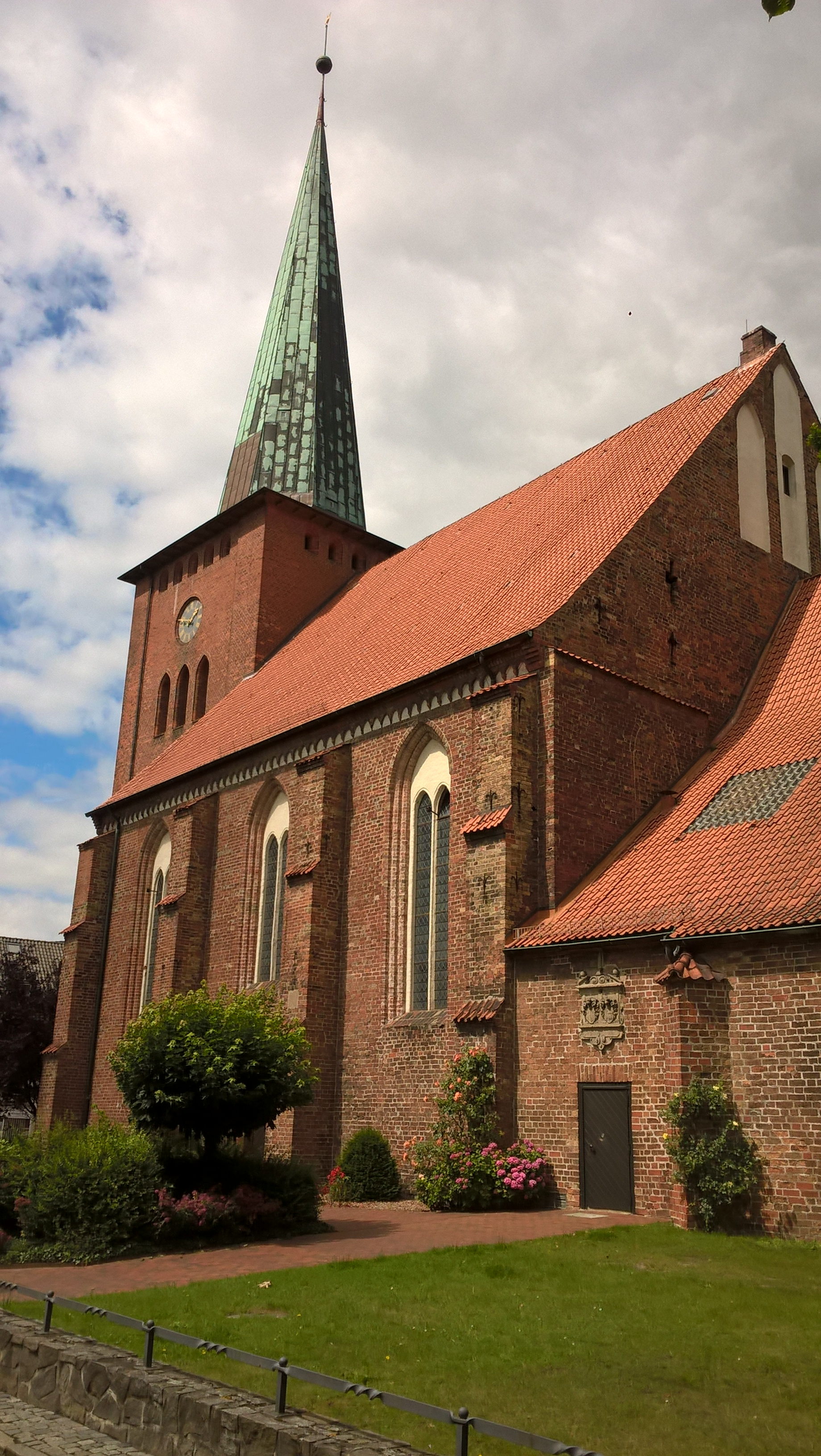
Duomo di Neustadt
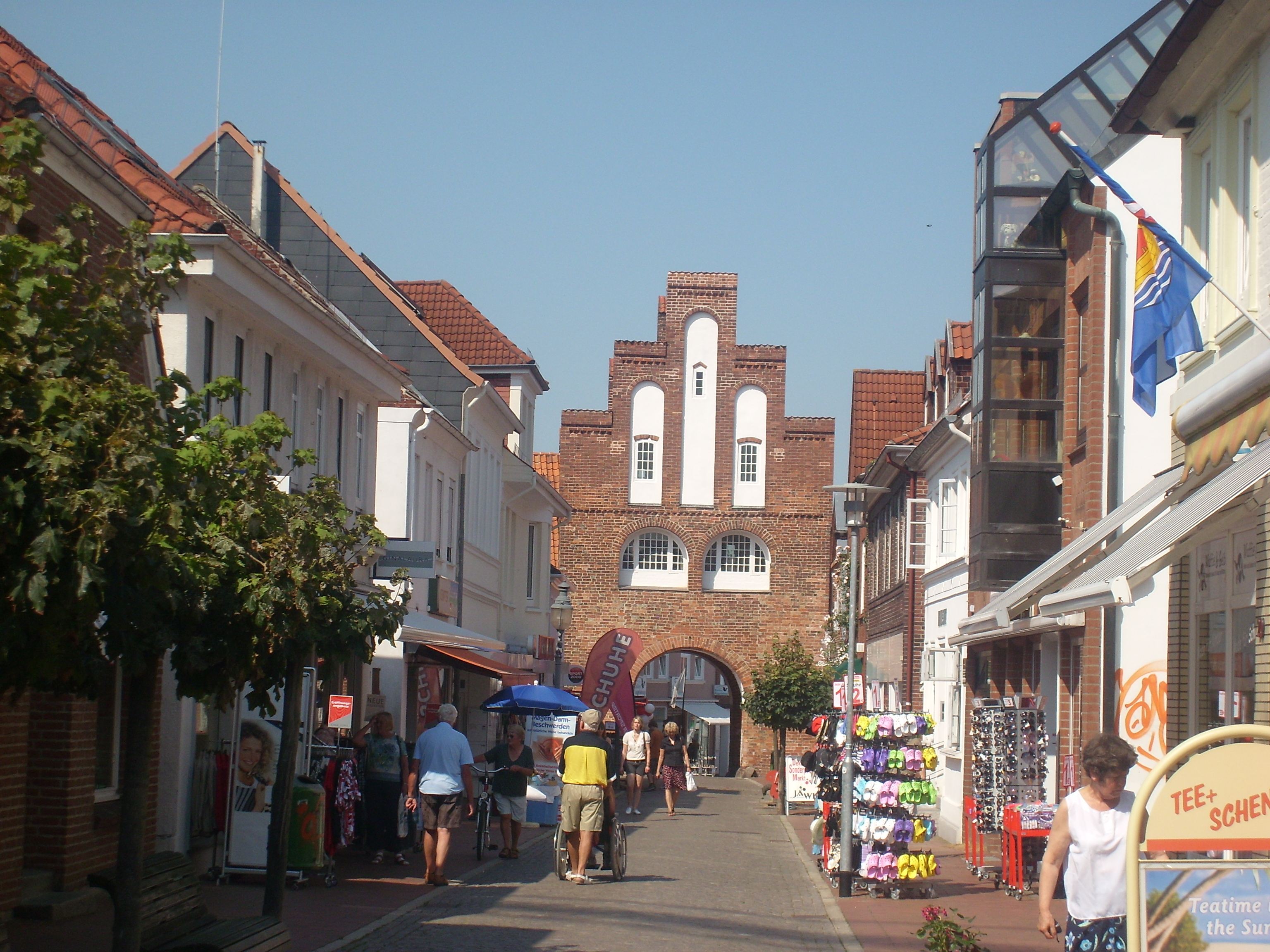
Porta d'ingresso alla città
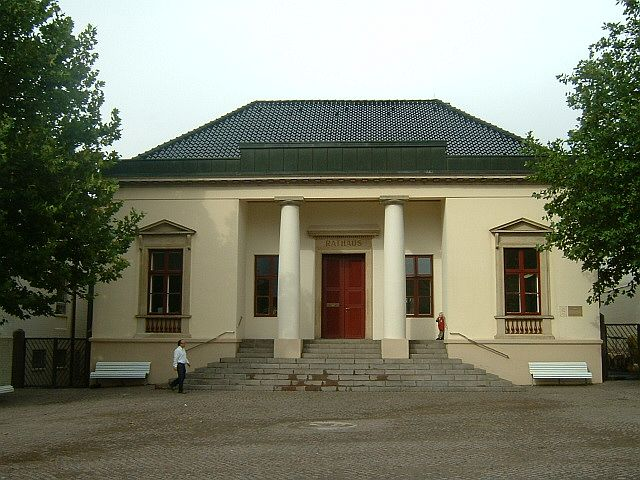
Municipio
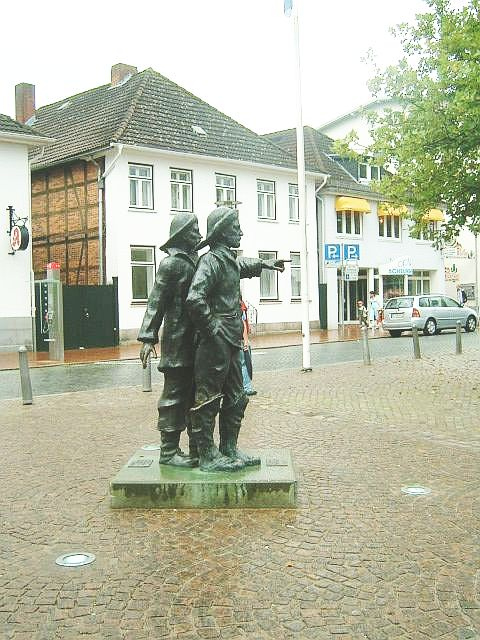
Statua dei pescatori Serge Mangin (1994)
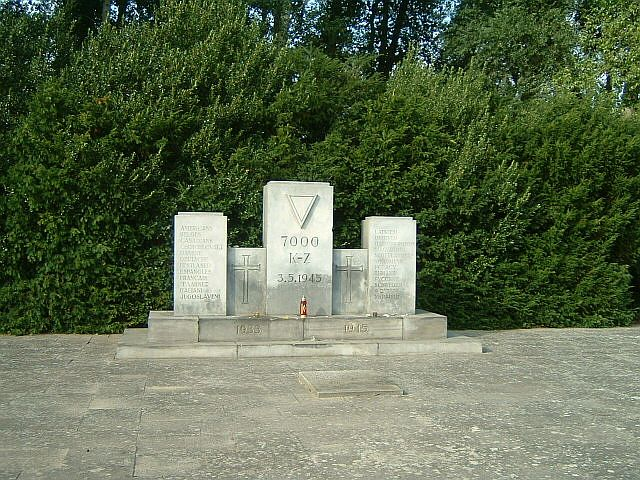
Memoriale di Cap Arcona